# Luc Castaignos
Luc Castaignos (Schiedam, 27 de septiembre de 1992) es un exfutbolista neerlandés que jugaba como delantero.
Es el máximo goleador de todos los tiempos de la selección de los Países Bajos en la categoría sub-17.[cita requerida] Como jugador ha sido comparado con Thierry Henry.

## Carrera
Castaignos comenzó su carrera en las divisiones inferiores del club Spartaan '20. El joven vivía cerca de Sportpark Thurlede, la tierra natal del club católico. Su exentrenador, Paul Benschop, pronto se convenció de la calidad de Castaignos: «[...] Todo el mundo pudo ver el gran potencial que tenía cada vez que marcaba». A la edad de 13 años, Castaignos participó en la jornada inaugural del club regional Spartaan '20. En el club de Róterdam, un socio de las juveniles del Feyenoord vio mucho potencial en el joven y lo invitó a unirse. Castaignos jugó una temporada para Spartaan '20, pero le bastó para acaparar el interés de varios clubes. 
A la edad de 14 años, Castaignos se unió a la Academia del Feyenoord en el verano de 2007. El 30 de octubre de 2008 firmó su primer contrato profesional con el Feyenoord que lo mantendría en De Kuip hasta 2011 con una opción por otras dos temporadas.

### Feyenoord
Después de un exitoso desempeño con la Sub-17 de Holanda en el Europeo 2009 del UEFA sub-17 de la UEFA, un puñado de caras estaban vinculadas al joven holandés. Además del Arsenal, también el Liverpool, Manchester United, Real Madrid, Inter de Milán, Bayern Múnich y el TSG 1899 Hoffenheim mostraron su interés en el máximo goleador del Feyenoord. No obstante, el 22 de julio de 2009, Castaignos desmintió todos los rumores de su salida de "la bañera" -como se le conoce al estadio del Feyenoord- y le dijo al director del club, Mario Been y a su asesor técnico, Leo Beenhakker, que quería quedarse en Róterdam. 
El 21 de junio de 2009 se anunció que se lo invitó para entrenar con el primer equipo un par de veces a la semana. El 13 de agosto de 2009 estaba entrenado con el primer equipo por primera vez. Luc hizo su debut oficial en el primer equipo del Feyenoord el 24 de septiembre de 2009, sustituyendo a Leroy Fer en el minuto 72 en la Copa KNVB en un partido fuera de casa contra Harkemase Boys que terminó 0-5.

### Inter
El 4 de marzo, se anunció que Castaignos se uniría al Inter de Milán después de terminar la temporada 2010-11. Él se esforzó a lo largo de la pretemporada, sobre todo al anotar el primer gol en un partido amistoso contra el Celtic el 30 de julio de 2011. Castaignos anotó su primer gol en la Serie A en un partido fuera de casa al AC Siena el 27 de noviembre de 2011.

### Twente
En julio de 2012 fue transferido al Football Club Twente a cambio de 6 000 000 €.

### Eintracht Fráncfort
El 1 de julio de 2015 fichó por el Eintracht Fráncfort.

### Sporting de Portugal
El 28 de agosto de 2016 fichó por el Sporting de Portugal. Tras un año en el que cuenta poco para el entrenador Jorge Jesus, entre otras, por el gran momento del delantero titular, Bas Dost, el 7 de agosto de 2017 acepta la propuesta del Vitesse Arnhem para volver a jugar en la Eredivisie durante la temporada 2017-18 en calidad de cedido.

### Gyeongnam FC
Tras rescindir su contrato con el Sporting, el 20 de febrero de 2019 se hizo oficial su fichaje por el Gyeongnam FC.

## Selección nacional
A la edad de 15 años, Castaignos hizo su debut internacional el 18 de septiembre de 2008, en un partido amistoso de la sub-17 de Países Bajos contra España (0-0). 
Su fama comenzó a florecer después de que en el Europeo de 2009, que tuvo lugar en Alemania, el seleccionado neerlandés, ayudado por un fuerte contingente de siete jugadores del Feyenoord en el equipo, terminó segundo tras perder la final contra Alemania sub-17 en la prórroga (2-1). Castaignos fue considerado uno de los jugadores clave en el equipo, recogió el premio del torneo de máximo goleador junto con Lennart Thy, y fue mencionado en el equipo del torneo. Con 13 goles, Castaignos es el máximo goleador de todos los tiempos de la sub-17 de Países Bajos.

## Clubes
| Club                    | País          | Año       |
| ----------------------- | ------------- | --------- |
| Feyenoord               | Países Bajos  | 2009-2011 |
| Inter de Milán          | Italia        | 2011-2012 |
| F. C. Twente            | Países Bajos  | 2012-2015 |
| Eintracht Fráncfort     | Alemania      | 2015-2016 |
| Sporting de Lisboa      | Portugal      | 2016-2019 |
| Vitesse Arnhem (cedido) | Países Bajos  | 2017-2018 |
| Gyeongnam F. C.         | Corea del Sur | 2019-2020 |
| O. F. I. Creta          | Grecia        | 2021-2022 |
| 1. F. C. Magdeburgo     | Alemania      | 2023-2024 |